# Oriented Strand Board

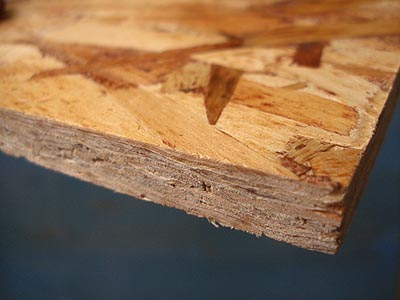
Placa de OSB.

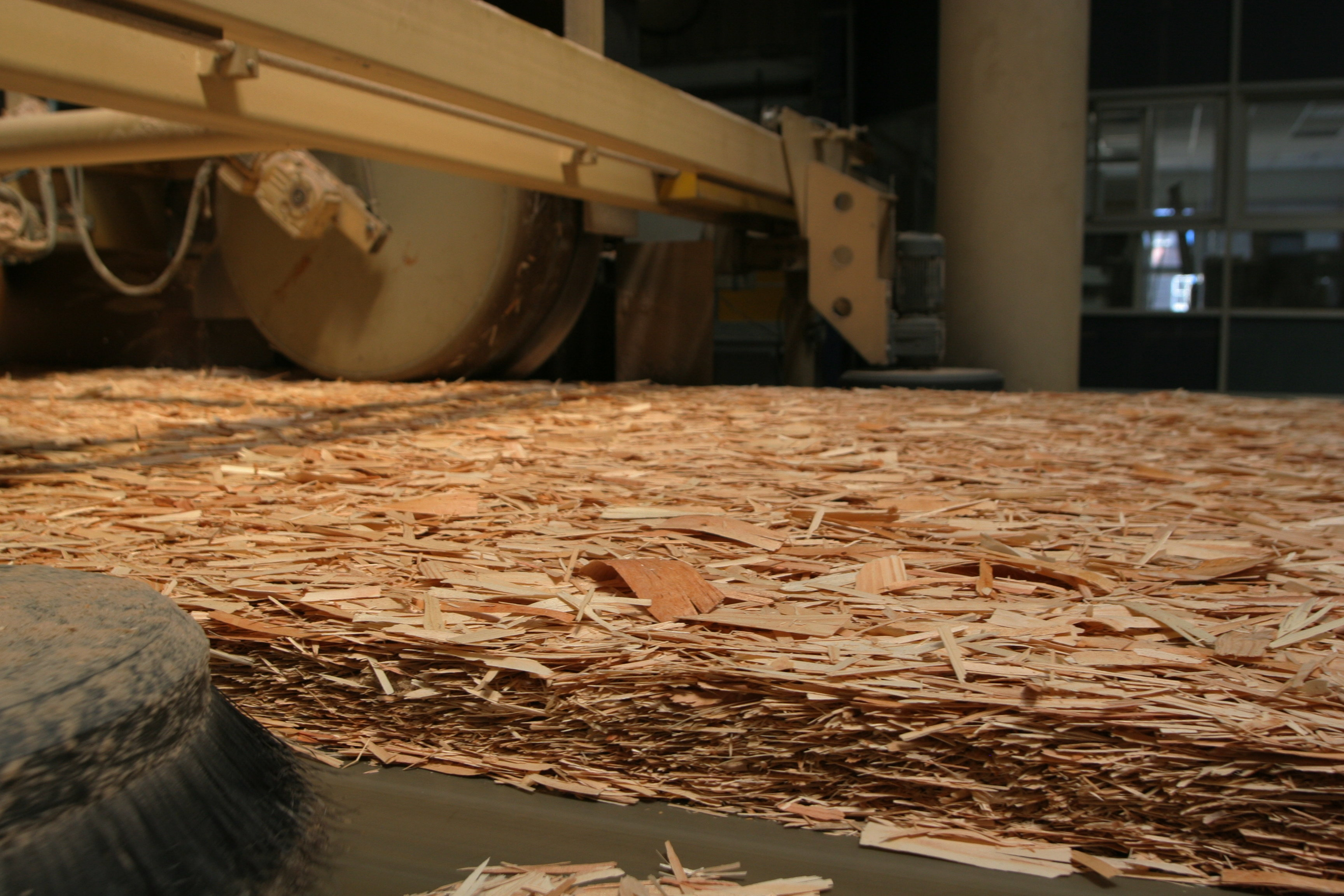
Processo de fabrico do OSB

O OSB (da expressão inglesa oriented strand board, em português Painel de Tiras de Madeira Orientadas) é um material derivado da madeira, composto por pequenas lascas de madeira orientadas em camadas cruzadas seguindo uma determinada direção, que lhe conferem alta resistência e rigidez. É um produto bastante usado na construção de edifícios de madeira, devido ao seu baixo custo e facilidade de aplicação.
O OSB nasceu nos Estados Unidos como uma segunda geração do waferboard, produto desenvolvido em 1954 pelo Dr. James Clarke. Enquanto no waferboard (imagem da direita na ilustração acima) as tiras eram menores e aplicadas em todas as direções, o OSB utiliza tiras maiores e orientadas.
A partir da sua introdução no mercado norte-americano, a chapa estrutural foi rapidamente aceita, substituindo os demais painéis no segmento de construção residencial. Os países que mais utilizam estas chapas são os Estados Unidos e o Canadá, com destaque para o uso na construção civil, devido às suas características físicas e mecânicas que possibilitam seu emprego para fins estruturais. 
Nestes países, a partir da década de 90, o OSB passou a competir em larga escala com as chapas de compensado. Atualmente, todos os códigos de edificações americanos e canadenses reconhecem a qualidade do material para os mesmos usos que a madeira compensada.